# Jan Willem van Borselen
Jan Willem van Borselen ( Gouda, 20 de septiembre de 1825 - La Haya, 24 de septiembre de 1892 ) fue un pintor paisajista holandés perteneciente a la Escuela de La Haya.

## Trayectoria
Jan Willem van Borselen era hijo del maestro y director del orfanato de Valonia en La Haya Pieter van Borselen y Cornelia van den Ing. Además de ser maestro, su padre, Pieter van Borselen, también fue un consumado pintor de paisajes y escenas urbanas.El 13 de mayo de 1863 se casó en La Haya con Anna Josina Gerardina Doeleman, que entonces tenía veinte años.
Jan Willem van Borselen fue alumno de su padre y de Andreas Schelfhout. Théophile de Bock y Timotheus Wilhelmus Ouwerkerk estaban entre sus alumnos. Van Borselen es más conocido por sus paisajes de pólderes holandeses azotados por el viento con agua y árboles. El Museo de Woerden posee obras de Van Borselen y en 2002 le dedicó una exposición titulada "Viento y sauces". El Amsterdam Rijksmuseum también posee obras de Van Borselen. Fue miembro de la Hollandsche Teekenmaatschappij y del Pulchri Studio en La Haya. También fue miembro de la junta directiva de la Société Royale Belge des Aquarellistes y de la Royal Society of Dutch Watercolorists, de la que fue cofundador.
La Escuela de La Haya incluía también a Hendrik Willem Mesdag, Jozef Israels, Anton Mauve, Jacob Maris, Willem Maris y Johannes Bosboom.

## Algunas obras de Jan Willem van Borselen
- Cerca de Schoonhoven ( Rijksmuseum de Ámsterdam )
- Agua bajo los árboles al final de un bosque (Rijksmuseum Ámsterdam)
- Paisaje en Zoetermeer ( Museo Groninger )
- Paisaje cerca de Gouda (Museo de la ciudad de Woerden)
- Chica en camino rural
- Vista del río Vlist
- Pescador en molino
- Gente en un bote con molinos de viento
- Vista de la playa
- Paisaje cerca de Moordrecht
- Vista al río con algunos pescadores al atardecer.
- Granja en el agua

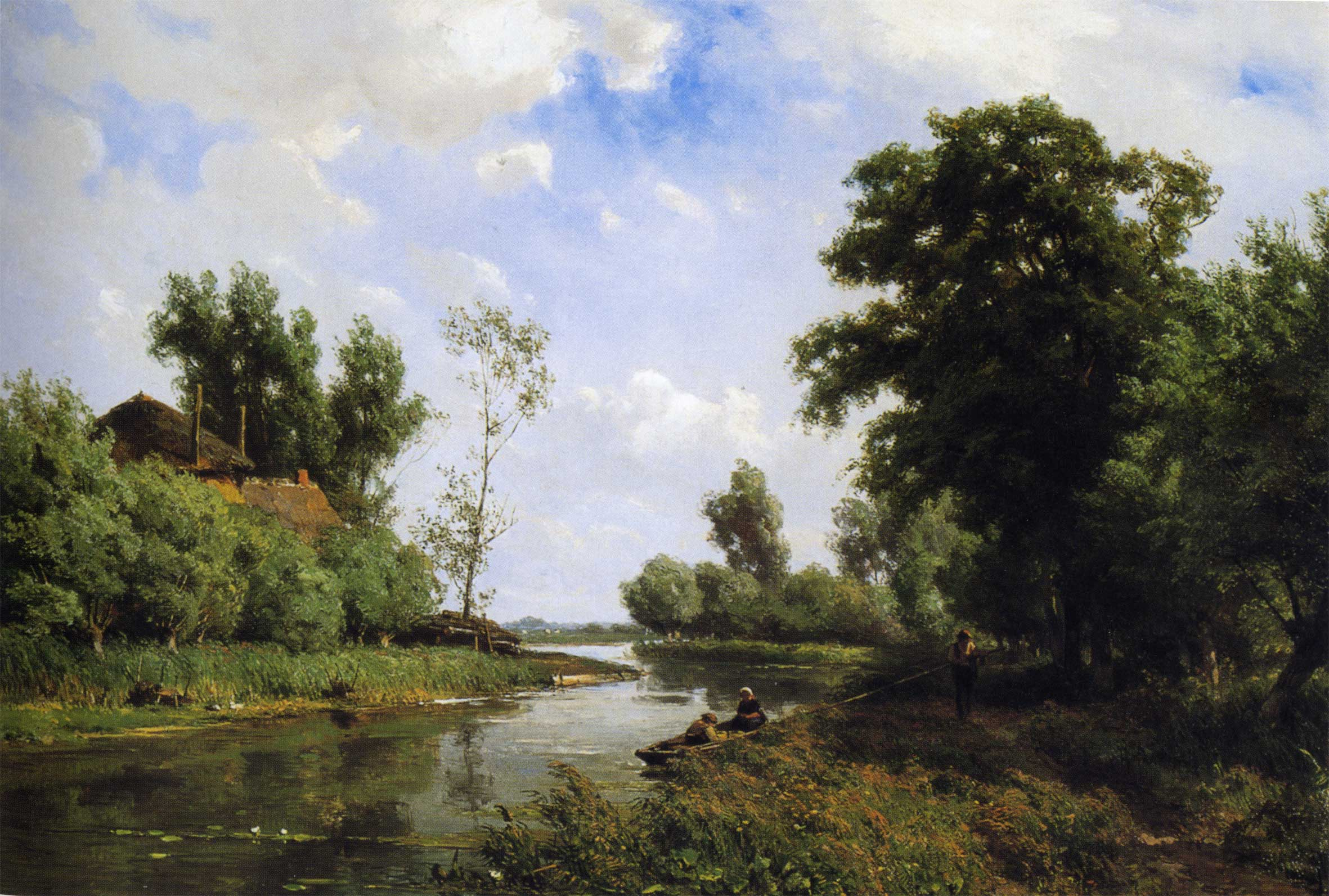
Vista del río Vlist
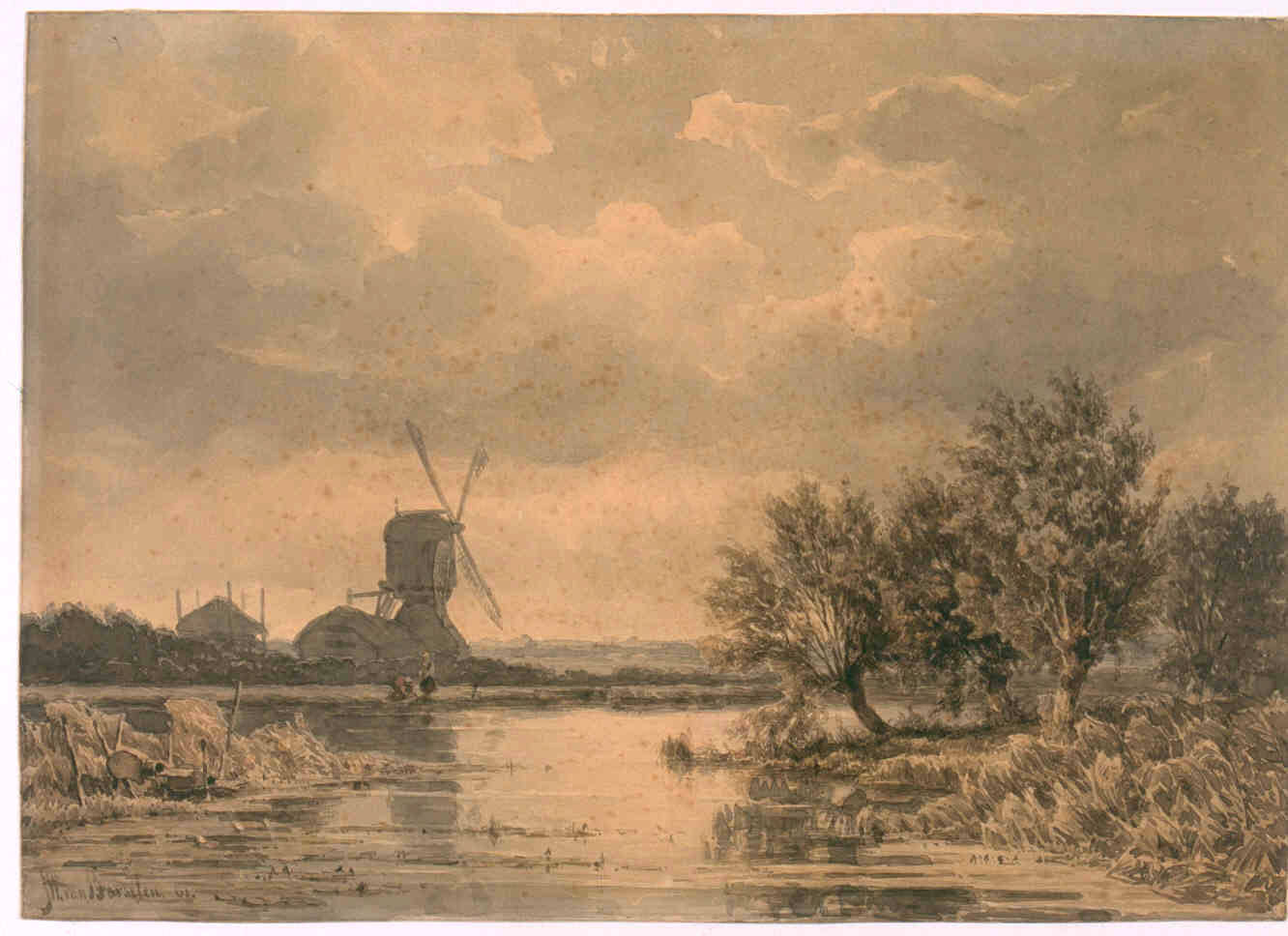
Molino estándar y granja en un lago, en el pólder
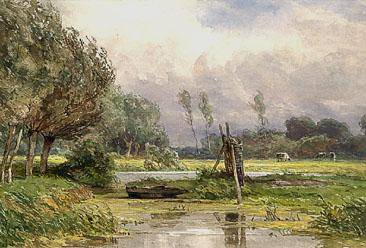
Paisaje con algunas vacas
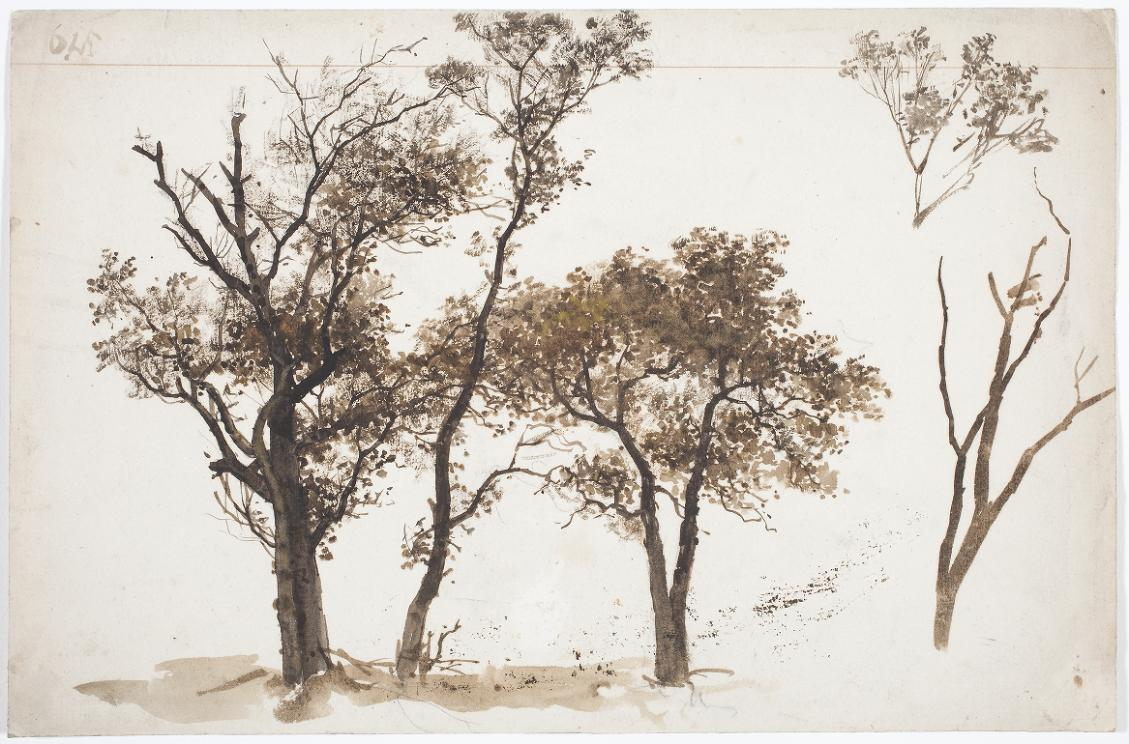
grupo de arboles
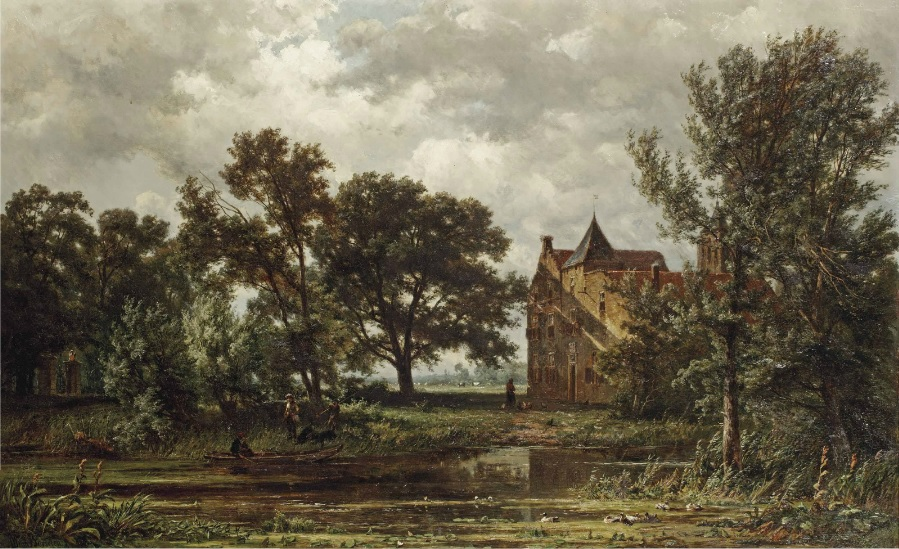
Figuras en paisaje en 's Heeraartsberg Bergambacht

- Datos: Q2564792
- Multimedia: Jan Willem van Borselen / Q2564792